# Grammy Award alla miglior interpretazione di un coro
Il Grammy Award alla miglior interpretazione di un coro (Grammy Award for Best Performance by a Chorus) è un premio dei Grammy Award conferito dalla National Academy of Recording Arts and Sciences per la  migliore interpretazione di un coro, dove per coro si intende un gruppo di sette o più artisti. Il premio è stato conferito dal 1961 al 1968.

## Vincitori
- 1961: Norman Luboff per Songs of the Cowboy interpretata dal The Norman Luboff Choir
- 1962: Johnny Mann per Great Band with Great Vocals interpretata da The Johnny Mann Singers & The Si Zentner Orchestra
- 1963: The New Christy Minstrels per Presenting The New Christy Minstrels
- 1964: Ward Swingle per Bach's Greatest Hits
- 1965: Ward Swingle per The Swingle Singers Going Baroque interpretata da The Swingle Singers
- 1966: Ward Swingle per Anyone for Mozart? interpretata da The Swingle Singers
- 1967: Ray Conniff (direttore del coro) per Somewhere My Love (Lara's Theme from Dr. Zivago) interpretata da The Ray Conniff Singers
- 1968: Johnny Mann per Up, Up and Away interpretata da Johnny Mann Singers